# Fernando Redondo Barcenilla
Fernando Redondo Barcenilla (Renedo de la Vega, Palencia, España 14 de abril de 1944) es un exfutbolista español que se desempeñaba como delantero. También fue entrenador del club hasta en 6 ocasiones distintas, director deportivo y logró el único trofeo oficial del Real Valladolid hasta la fecha: la Copa de la Liga de 1984.
El 13 de abril de 2024 fue homenajeado por el Real Valladolid antes de un partido contra el Eldense.

## Clubes como jugador
| Club                  | País   | Año       |
| --------------------- | ------ | --------- |
| Real Valladolid C. F. | España | 1964-1967 |
| Sevilla Fútbol Club   | España | 1967-1970 |
| Calvo Sotelo C. F.    | España | 1970-1971 |

## Clubes como entrenador
| Club                  | País   | Año       |
| --------------------- | ------ | --------- |
| Real Valladolid C. F. | España | 1973-1974 |
| Real Valladolid C. F. | España | 1983-1985 |
| UD Salamanca          | España | 1985-1986 |
| Real Valladolid C. F. | España | 1989-1990 |
| UD Salamanca          | España | 1990-1991 |
| Real Valladolid C. F. | España | 1994-1995 |

## Palmarés

### Como jugador

#### Trofeos nacionales
| Título                   | Club       | País   | Año     |
| ------------------------ | ---------- | ------ | ------- |
| Liga de Segunda División | Sevilla FC | España | 1968/69 |

### Como entrenador

#### Trofeos nacionales
| Título          | Club            | Lugar  | Año  |
| --------------- | --------------- | ------ | ---- |
| Copa de la Liga | Real Valladolid | España | 1984 |